# Maria Lassnig Kantate
Maria Lassnig Kantate ist ein österreichischer Kurzfilm von Maria Lassnig aus dem Jahr 2024. Die Szenen des Filmes entstammen dem Zeichentrickfilm „Kantate“ von 1992, in dem Lassnig als Moritatensängerin Widrigkeiten und Auseinandersetzungen ihres künstlerischen Werdegangs aufzeigt. Die Premiere fand im Februar 2024 auf der 74. Berlinale statt, wo der Film wird in der Sektion Forum Special gezeigt.

## Inhalt

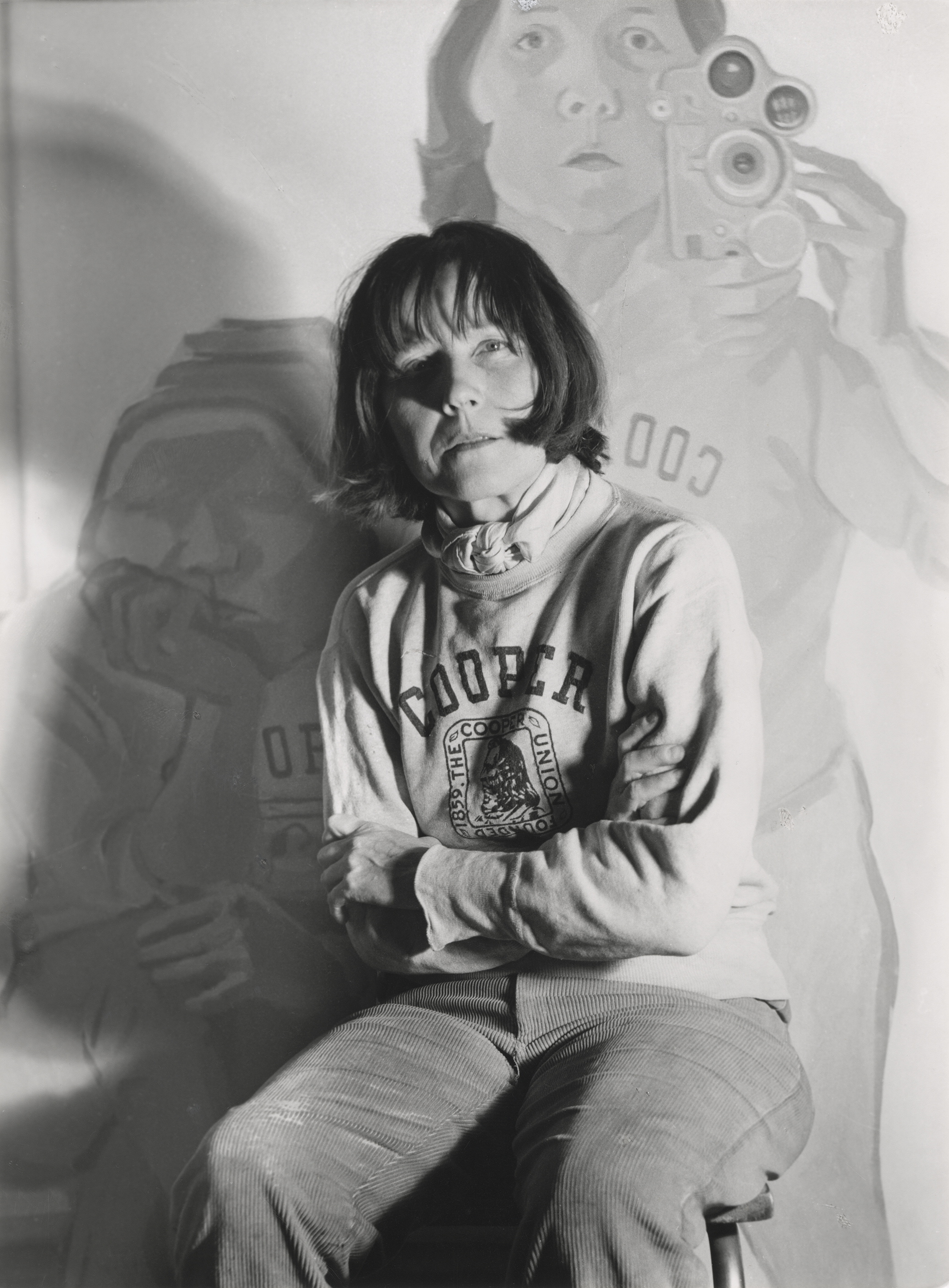
Maria Lassnig 1974

Maria Lassnig tritt als Moritatensängerin im Zeichentrickfilm „Kantate“ von 1992 auf und erzählt in 14 Strophen ihren Lebensrückblick. Der Film besteht aus selbstgezeichneten Bewegtbildern Lassnigs.

## Hintergrund
Auf dem Programm der Berlinale steht die Weltpremiere Anja Salomonowitz’ Lassnig-Filmbiografie Mit einem Tiger schlafen mit Birgit Minichmayr in der Hauptrolle. Die Maria Lassnig Kantate wird zusammen mit Encounter und acht weiteren Werken Lassnigs in der Kategorie Forum Special präsentiert werden.